# Copernicus Cup 2024
Copernicus Cup 2024, właśc. ORLEN Copernicus Cup 2024 – 10. edycja międzynarodowego mityngu lekkoatletycznego, który odbył się 6 lutego 2024 w Arenie Toruń.
Zawody były czwartą odsłoną znajdującego się w kalendarzu World Athletics Indoor Tour Gold, cyklu najbardziej prestiżowych zawodów halowych, organizowanych pod egidą World Athletics w sezonie 2024.
Rozegranych zostało 12 konkurencji.

## Wyniki

### Mężczyźni
| Pozycja | Tor | Zawodnik          | Państwo         | Czas        | Pkt. |
| ------- | --- | ----------------- | --------------- | ----------- | ---- |
| 01 !    | 6   | Jeremiah Azu      | Wielka Brytania | 6,57        | 10   |
| 02 !    | 4   | Oliwer Wdowik     | Polska          | 6,60        | 7    |
| 03 !    | 5   | Akihiro Higashida | Japonia         | 6,61 (,601) | 5    |
| 4.      | 2   | Richard Kilty     | Wielka Brytania | 6,61 (,604) | 3    |
| 5.      | 7   | Kevin Kranz       | Niemcy          | 6,63        |      |
| 6.      | 3   | Simon Hansen      | Dania           | 6,67        |      |
| 7.      | 1   | Ján Volko         | Słowacja        | 6,71        |      |
| 8.      | 8   | Adrian Brzeziński | Polska          | 6,72        |      |

| Pozycja | Tor | Zawodnik           | Państwo         | Czas    | Pkt. |
| ------- | --- | ------------------ | --------------- | ------- | ---- |
| 01 !    | 5   | Tshepiso Masalela  | Botswana        | 1:46,07 | 10   |
| 02 !    | 6   | Abdelati El Guesse | Maroko          | 1:46,22 | 7    |
| 03 !    | 3   | Catalin Tecuceanu  | Włochy          | 1:46,64 | 5    |
| 4.      | 4   | Tony van Diepen    | Holandia        | 1:46,98 | 3    |
| 5.      | 3   | Andreas Kramer     | Szwecja         | 1:46,99 |      |
| 6.      | 2   | Niels Laros        | Holandia        | 1:47,16 |      |
| 7.      | 1   | Daniel Rowden      | Wielka Brytania | 1:47,59 |      |
| 8.      | 4   | Mateusz Borkowski  | Polska          | 1:47,81 |      |
| 9.      | 5   | Patryk Sieradzki   | Polska          | 1:48,64 |      |
| 10 !    | 6   | Robert Bryliński   | Polska          | DNF     |      |

| Pozycja | Zawodnik          | Państwo           | Czas    |
| ------- | ----------------- | ----------------- | ------- |
| 01 !    | Samuel Tefera     | Etiopia           | 3:34,61 |
| 02 !    | Biniam Mehary     | Etiopia           | 3:34,83 |
| 03 !    | Tshepo Tshite     | Południowa Afryka | 3:35,06 |
| 4.      | Adel Mechaal      | Hiszpania         | 3:35,53 |
| 5.      | Ossama Meslek     | Włochy            | 3:35,63 |
| 6.      | Ruben Verheyden   | Belgia            | 3:36,55 |
| 7.      | Robin van Riel    | Holandia          | 3:36,88 |
| 8.      | Filip Rak         | Polska            | 3:37,30 |
| 9.      | Teddese Lemi      | Etiopia           | 3:38,68 |
| 10.     | Maciej Wyderka    | Polska            | 3:39,31 |
| 11.     | Andrzej Kowalczyk | Polska            | 3:43,99 |
| 12.     | Michał Groberski  | Polska            | 3:45,57 |
| 13 !    | Adam Czerwiński   | Polska            | DNF     |

| Pozycja | Zawodnik                | Państwo  | Czas    | Pkt. |
| ------- | ----------------------- | -------- | ------- | ---- |
| 01 !    | Selemon Barega          | Etiopia  | 7:25,82 | 10   |
| 02 !    | Getnet Wale             | Etiopia  | 7:26,73 | 7    |
| 03 !    | Darragh McElhinney      | Irlandia | 7:54,02 | 5    |
| 4.      | Adisu Girma             | Etiopia  | 8:03,35 | 3    |
| 5.      | Aleksander Wiącek       | Polska   | 8:04,15 |      |
| 6.      | Mohammadreza Abootorabi | Szwecja  | 8:05,84 |      |
| 07 !    | Jakub Szkudlarek        | Polska   | DNF     |      |
| 08 !    | Filip Sasínek           | Czechy   | DNF     |      |

| Pozycja | Tor | Zawodnik          | Państwo         | Czas |
| ------- | --- | ----------------- | --------------- | ---- |
| 01 !    | 5   | Jakub Szymański   | Polska          | 7,48 |
| 02 !    | 4   | Lorenzo Simonelli | Włochy          | 7,56 |
| 03 !    | 3   | Roger Iribarne    | Kuba            | 7,57 |
| 4.      | 2   | Tade Ojora        | Wielka Brytania | 7,59 |
| 5.      | 1   | Krzysztof Kiljan  | Polska          | 7,61 |
| 6.      | 6   | Milan Trajković   | Cypr            | 7,64 |
| 7.      | 7   | Damian Czykier    | Polska          | 7,65 |
| 8.      | 8   | Tom Wilcock       | Wielka Brytania | 7,85 |

| Pozycja | Zawodnik          | Państwo   | Wynik | Pkt. |
| ------- | ----------------- | --------- | ----- | ---- |
| 01 !    | Piotr Lisek       | Polska    | 5,75  | 10   |
| 02 !    | Menno Vloon       | Holandia  | 5,75  | 7    |
| 03 !    | Robert Sobera     | Polska    | 5,55  | 5    |
| 03 !    | Emanuil Karalis   | Grecja    | 5,55  | 5    |
| 5.      | Urho Kujanpää     | Finlandia | 5,55  |      |
| 6.      | Baptiste Thiery   | Francja   | NM    |      |
| 7.      | Sondre Guttormsen | Norwegia  | DNS   |      |

| Pozycja | Zawodnik         | Państwo    | Wynik | Pkt. |
| ------- | ---------------- | ---------- | ----- | ---- |
| 01 !    | Andy Díaz        | Kuba       | 17,61 | 10   |
| 02 !    | Tiago Pereira    | Portugalia | 17,02 | 7    |
| 03 !    | Yasser Triki     | Algieria   | 16,93 | 5    |
| 4.      | Max Heß          | Niemcy     | 16,67 | 3    |
| 5.      | Lázaro Martínez  | Kuba       | 16,48 |      |
| 6.      | Cristian Nápoles | Kuba       | 16,30 |      |

### Kobiety
| Pozycja | Tor | Zawodniczka            | Państwo         | Czas        |
| ------- | --- | ---------------------- | --------------- | ----------- |
| 01 !    | 5   | Ewa Swoboda            | Polska          | 7,01        |
| 02 !    | 4   | Zaynab Dosso           | Włochy          | 7,02        |
| 03 !    | 6   | Sashalee Forbes        | Jamajka         | 7,13        |
| 4.      | 3   | Patrizia van der Weken | Luksemburg      | 7,19        |
| 5.      | 2   | Rani Rosius            | Belgia          | 7,24 (,233) |
| 6.      | 7   | Imani Lansiquot        | Wielka Brytania | 7,24 (,240) |
| 7.      | 1   | Kryscina Cimanouska    | Polska          | 7,26        |
| 8.      | 8   | Magdalena Stefanowicz  | Polska          | 7,28        |

| Pozycja | Bieg | Tor | Zawodniczka             | Państwo         | Czas  | Pkt. |
| ------- | ---- | --- | ----------------------- | --------------- | ----- | ---- |
| 01 !    | 1    | 5   | Lieke Klaver            | Holandia        | 50,57 | 10   |
| 02 !    | 1    | 4   | Henriette Jæger         | Norwegia        | 51,05 | 7    |
| 03 !    | 1    | 6   | Laviai Nielsen          | Wielka Brytania | 51,31 | 5    |
| 4.      | 1    | 3   | Lada Vondrová           | Czechy          | 51,80 | 3    |
| 5.      | 2    | 5   | Marika Popowicz-Drapala | Polska          | 52,14 |      |
| 6.      | 2    | 4   | Justyna Święty-Ersetic  | Polska          | 52,89 |      |
| 7.      | 2    | 3   | Tereza Petržilková      | Czechy          | 53,16 |      |
| 8.      | 2    | 6   | Kinga Gacka             | Polska          | 53,25 |      |
| 9.      | 2    | 2   | Kornelia Lesiewicz      | Polska          | 54,34 |      |

| Pozycja | Tor | Zawodniczka         | Państwo    | Czas    |
| ------- | --- | ------------------- | ---------- | ------- |
| 01 !    | 4   | Habitam Alemu       | Etiopia    | 1:57,86 |
| 02 !    | 4   | Worknesh Mesele     | Etiopia    | 1:59,93 |
| 03 !    | 5   | Noélie Yarigo       | Benin      | 2:00,23 |
| 4.      | 6   | Lore Hoffmann       | Szwajcaria | 2:00,41 |
| 5.      | 3   | Eveliina Määttänen  | Finlandia  | 2:01,57 |
| 6.      | 3   | Anna Wielgosz       | Polska     | 2:01,89 |
| 7.      | 2   | Angelika Sarna      | Polska     | 2:02,46 |
| 8.      | 1   | Margarita Koczanowa | Polska     | 2:03,70 |
| 09 !    | 6   | Aneta Lemiesz       | Polska     | DNF     |

| Pozycja | Zawodniczka          | Państwo         | Czas    | Pkt. |
| ------- | -------------------- | --------------- | ------- | ---- |
| 01 !    | Freweyni Hailu       | Etiopia         | 3:55,28 | 10   |
| 02 !    | Diribe Welteji       | Etiopia         | 3:55,47 | 7    |
| 03 !    | Hirut Meshesha       | Etiopia         | 3:56,47 | 5    |
| 4.      | Tigist Girma         | Etiopia         | 3:58,79 | 3    |
| 5.      | Beatrice Chepkoech   | Kenia           | 4:01,17 |      |
| 6.      | Halimah Nakaayi      | Uganda          | 4:02,78 |      |
| 7.      | Weronika Lizakowska  | Polska          | 4:05,16 |      |
| 8.      | Sarah McDonald       | Wielka Brytania | 4:05,32 |      |
| 9.      | Martyna Galant       | Polska          | 4:05,67 |      |
| 10.     | Aleksandra Płocińska | Polska          | 4:09,51 |      |
| 11.     | Eliza Megger         | Polska          | 4:13,40 |      |
| 12.     | Gela Hambese         | Etiopia         | 4:17,46 |      |
| 13 !    | Nele Weßel           | Niemcy          | DNF     |      |

| Pozycja | Tor | Zawodniczka       | Państwo  | Czas | Pkt. |
| ------- | --- | ----------------- | -------- | ---- | ---- |
| 01 !    | 5   | Nadine Visser     | Holandia | 7,80 | 10   |
| 02 !    | 4   | Pia Skrzyszowska  | Polska   | 7,81 | 7    |
| 03 !    | 3   | Sarah Lavin       | Irlandia | 7,92 | 5    |
| 4.      | 6   | Weronika Nagięć   | Polska   | 8,02 | 3    |
| 5.      | 7   | Marika Majewska   | Polska   | 8,06 |      |
| 6.      | 2   | Luca Kozák        | Węgry    | 8,13 |      |
| 7.      | 1   | Natalia Christofi | Cypr     | 8,19 |      |
| 8.      | 8   | Klaudia Siciarz   | Polska   | 8,25 |      |

## Rekordy
Podczas mityngu ustanowiono 6 krajowych rekordów w kategorii seniorów:
| Zawodnik           | Reprezentacja     | Konkurencja    | Rezultat |
| ------------------ | ----------------- | -------------- | -------- |
| Tshepo Tshite      | Południowa Afryka | bieg na 1500 m | 3:35,06  |
| Ossama Meslek      | Włochy            | bieg na 1500 m | 3:35,63  |
| Zaynab Dosso       | Włochy            | bieg na 60 m   | 7,02     |
| Henriette Jæger    | Norwegia          | bieg na 400 m  | 51,05    |
| Beatrice Chepkoech | Kenia             | bieg na 1500 m | 4:01,17  |
| Halimah Nakaayi    | Uganda            | bieg na 1500 m | 4:02,78  |